# Jed Whedon
Jed Tucker Whedon (* 18. července 1975 New York) je americký scenárista, producent a hudebník.
V letech 2005–2008 byl jako klávesista a zpěvák členem rockové skupiny The Southland. Je spoluautorem muzikálové minisérie Dr. Horrible's Sing-Along Blog (2008), napsal scénáře pro seriály Dům loutek (2009–2010), Spartakus (2011–2013) a Agenti S.H.I.E.L.D. (2013–2020). Na Spartakovi a Agentech S.H.I.E.L.D. se podílel také jako producent. V drobných rolích se představil v Dr. Horriblovi, v Domě loutek či ve filmu Mnoho povyku pro nic.
Jeho bratři Joss a Zack Whedonovi jsou rovněž scenáristé. Od roku 2009 je ženatý se scenáristkou Maurissou Tancharoen.